# Gesta Pontificum Anglorum
La Gesta Pontificum Anglorum (del latín, Hechos de los obispos), originalmente conocida como De Gestis Pontificum Anglorum (Sobre los hechos de los obispos de Inglaterra) y, en ocasiones, anglificada como The History o The Chronicle of the English Bishops, es una historia eclesiástica de Inglaterra escrita por William of Malmesbury a principios del siglo XII. Cubre el período desde la llegada de San Agustín en AD 597 hasta el momento en que fue escrito. El trabajo se inició antes de la muerte de Matilde en 1118 y la primera versión del trabajo se completó hacia 1125. William se basó en una amplia investigación, experiencia de primera mano y varias fuentes para producir su trabajo. Es inusual para una obra medieval de historia, incluso comparada con otras obras de William, en que sus contenidos están estructurados de manera lógica. La historia de los obispos ingleses es una de las fuentes más importantes con respecto a la historia eclesiástica de Inglaterra para el período posterior a la muerte de Beda.
Uno de los temas de William en la Gesta Pontificum Anglorum, del mismo modo que en su Gesta Regum Anglorum, es que la invasión y conquista de Inglaterra  por los normandos salvó a los ingleses y rescató su civilización de las barbaridades de los ingleses nativos y fue restaurada en Inglaterra la cultura latina del continente. Uno de los aspectos de este tema fue la renuencia de William en poner los nombres anglosajones en su forma nativa, en lugar de latinizarlos.
La  Gesta Pontificum Anglorum, tuvo un éxito razonable y fue conocida en Inglaterra durante el siglo siguiente, aunque su popularidad palideció, además de la de su obra compañera, la , que durante la vida de William fue conocida no solo en Inglaterra, sino también en Inglaterra. En Flandes, Francia y Normandía. Se convirtió en la base de una serie de trabajos posteriores relacionados con la historia eclesiástica, incluidos los escritos en Durham, Bury St. Edmunds y Worcester .
Aunque el trabajo simultáneo de William, la Crónica de los reyes de Inglaterra, se basó en gran medida en la Crónica anglosajona tanto por su estructura como por su contenido, en la Historia de los Obispos ingleses el autor no tenía una guía lista y tuvo que establecer una nueva estructura para trabajo. Esto lo hizo organizando su material por diócesis y agrupando las diócesis por los antiguos reinos anglosajones a los que habían pertenecido. Dentro de la descripción y la historia de cada diócesis, William escribió sobre los obispos y monasterios, además de cualquier información adicional interesante.

### Libro Primero
El Reino de Kent : Comenzando con la sede primada de Canterbury y su primer arzobispo Agustín de Canterbury, continuando luego con el obispado de Rochester . 

### Libro Segundo
Los Reinos de East Anglia, Essex, Sussex y Wessex : además de los obispados de Londres, Norwich, Winchester, Sherborne, Salisbury, Bath, Exeter y Chichester, William también detalla veintitrés casas religiosas . 

### Libro Tercero
El Reino de Northumbria : incluidos los obispados de York, Lindisfarne y Durham . William admitió no saber mucho sobre los monasterios en el norte de Inglaterra y solo cubrió los de Wearmouth y Whitby . William también aborda otros aspectos de la historia, como los restos romanos bien conservados en Carlisle, donde menciona un triclinio con bóveda de piedra.

### Libro Cuarto
El reino de Mercia : cubre los obispados de Worcester, Hereford, Lichfield / Coventry, Dorchester / Lincoln y Ely . Territorio más familiar para William que Northumbria, describe diecinueve monasterios. 

### Libro Quinto
La historia de la abadía de Malmesbury, a la que pertenecía William, y la vida de su abad fundador, San Aldhelmo . 

## Variantes
Magdalen College, Oxford MS lat. 172 fue escrito alrededor de 1125 en la propia mano de William, lo que lo convierte en el manuscrito autógrafo más antiguo de Inglaterra. Toma la forma de un libro de bolsillo, sus hojas de pergamino miden 7.1 por 4.8 pulgadas. Al frente del folio 1 se encuentra la marca impresa de Malmesbury Abbey, y una paginación en números arábigos en una mano del siglo XIV indica que no se han perdido páginas desde entonces. Contiene sus anotaciones posteriores que muestran que continuó revisando el texto durante al menos la próxima década. Sus ediciones a menudo eliminaban comentarios sobre sus contemporáneos. Desafortunadamente, algunos de los marginales de William se ven afectados por un recorte de un encuadernador en el siglo XVII. Este es el único manuscrito medieval en el que el Libro Cinco sobrevive por completo, aunque hay un puñado de copias posteriores.
William continuó revisando el texto durante la próxima década, y muchas de las revisiones eliminaron comentarios potencialmente ofensivos sobre sus contemporáneos. Se hicieron copias del manuscrito antes y después de las revisiones y, posteriormente, varios descendientes de estos también. En total, hay diecinueve versiones medievales del manuscrito que nos proporcionan un registro complejo pero grande de la historia del texto. 
La primera edición impresa de la Historia de los obispos ingleses fue producida por Sir Henry Savile en 1596. Utilizó la MS Ff.1.25.1 de la Biblioteca de la Universidad de Cambridge como su fuente, por lo que solo contiene los primeros cuatro libros. El manuscrito original era un descendiente de la Biblioteca Británica Royal 13 DV, una copia de Magdalen College, Oxford MS lat. 172.